# Boulevard du Temple
Ne doit pas être confondu avec Rue du Temple, Rue Vieille-du-Temple, Rue des Fontaines-du-Temple ou Rue du Faubourg-du-Temple.
Le boulevard du Temple est un boulevard parisien séparant le 3e arrondissement du 11e.

## Situation et accès

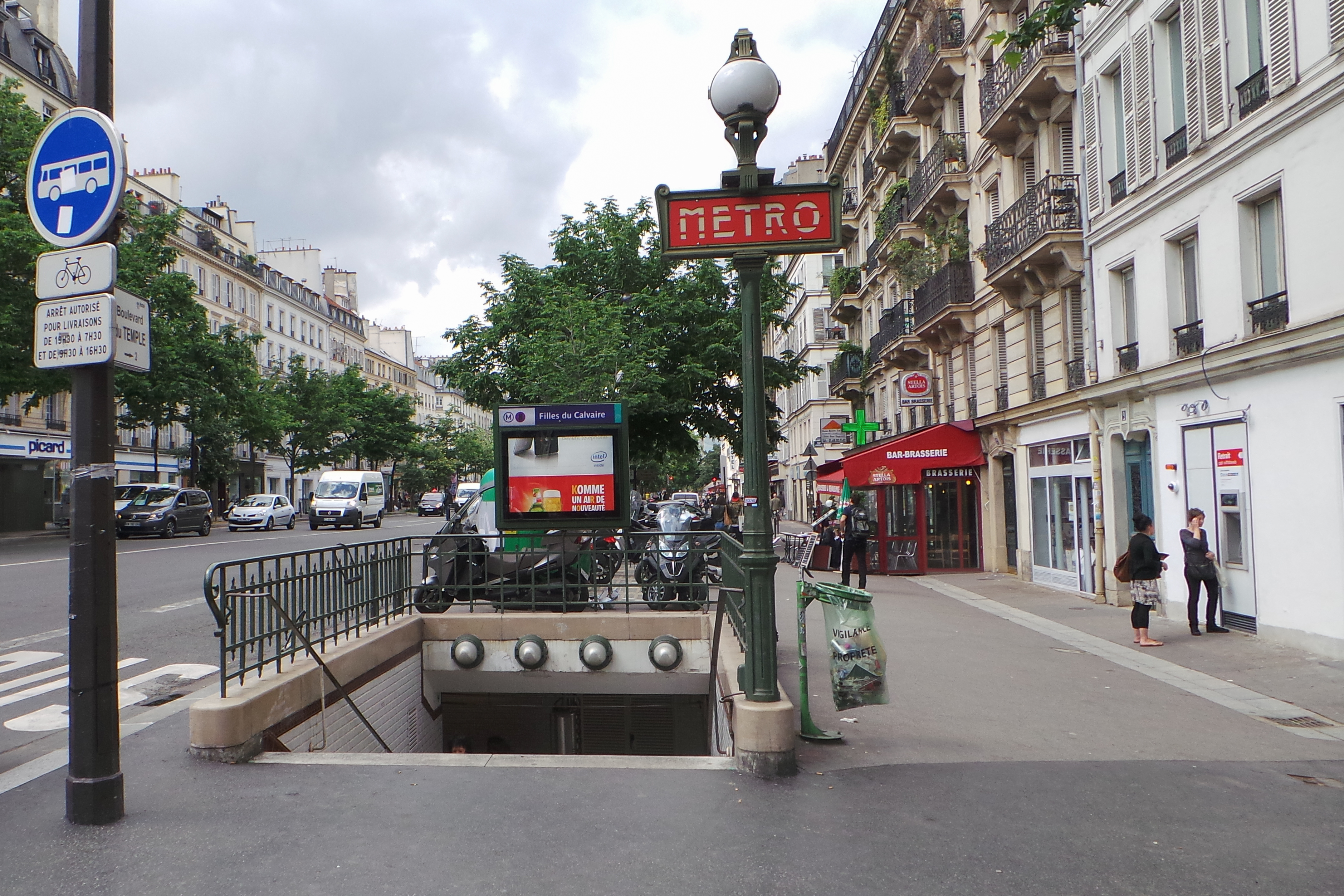
Station de métro Filles du Calvaire, métro de Paris ligne 8.

Il fait partie de la chaîne des Grands Boulevards constituée d'ouest en est par les boulevards de la Madeleine, des Capucines, des Italiens, Montmartre, Poissonnière, Bonne-Nouvelle, Saint-Denis, Saint-Martin, du Temple, des Filles-du-Calvaire et Beaumarchais.
Il s'étend de la place de la République à la place Pasdeloup.
Pour un article plus général, voir Boulevards parisiens.
Ce site est desservi par les stations de métro Filles du Calvaire et République.

## Origine du nom
Il porte le nom de la Maison du Temple dont l'enclos était à proximité, l'ordre des Templiers ayant été propriétaire des terrains alentour.

## Histoire

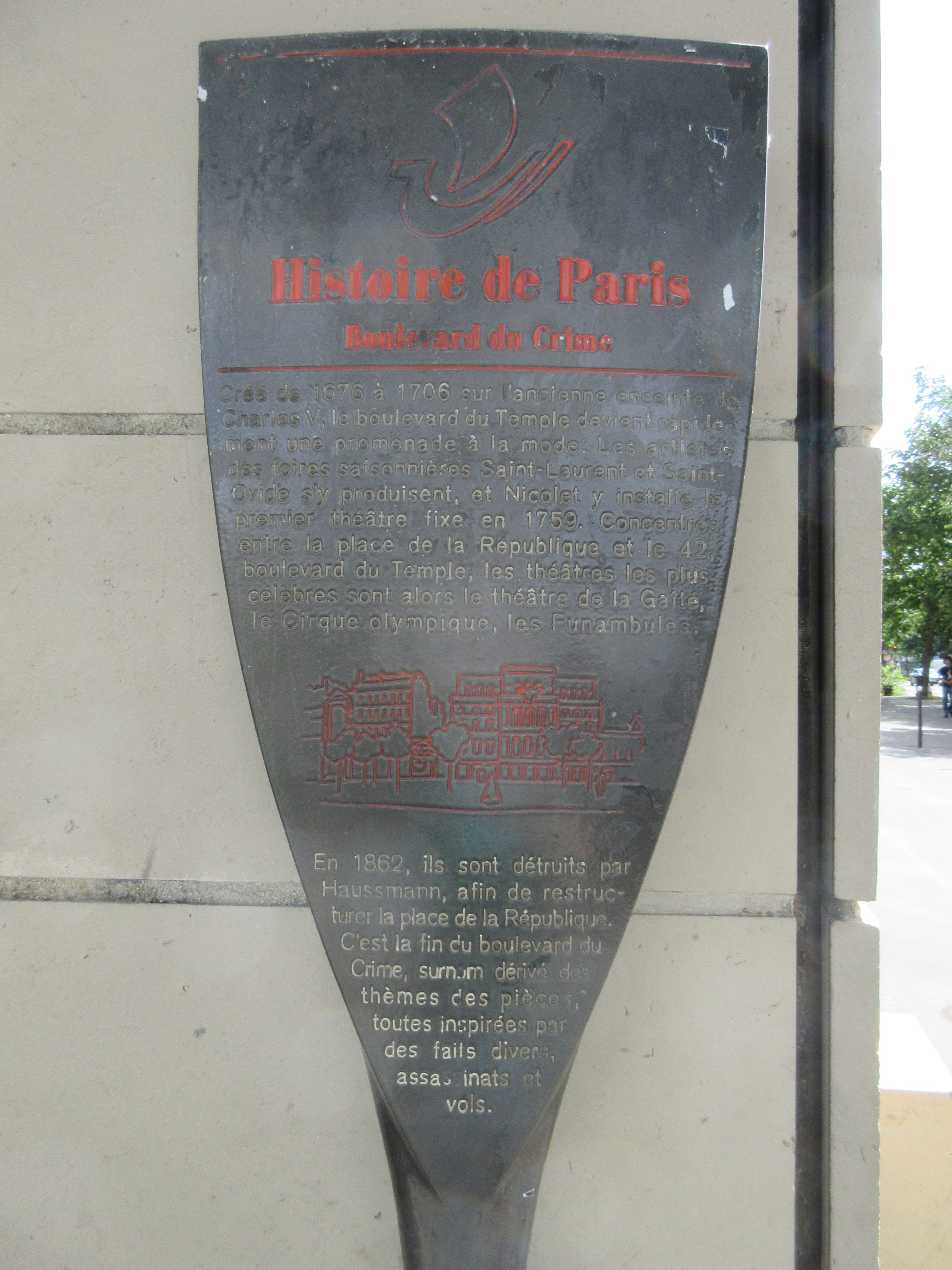
Panneau Histoire de Paris Boulevard du Crime.
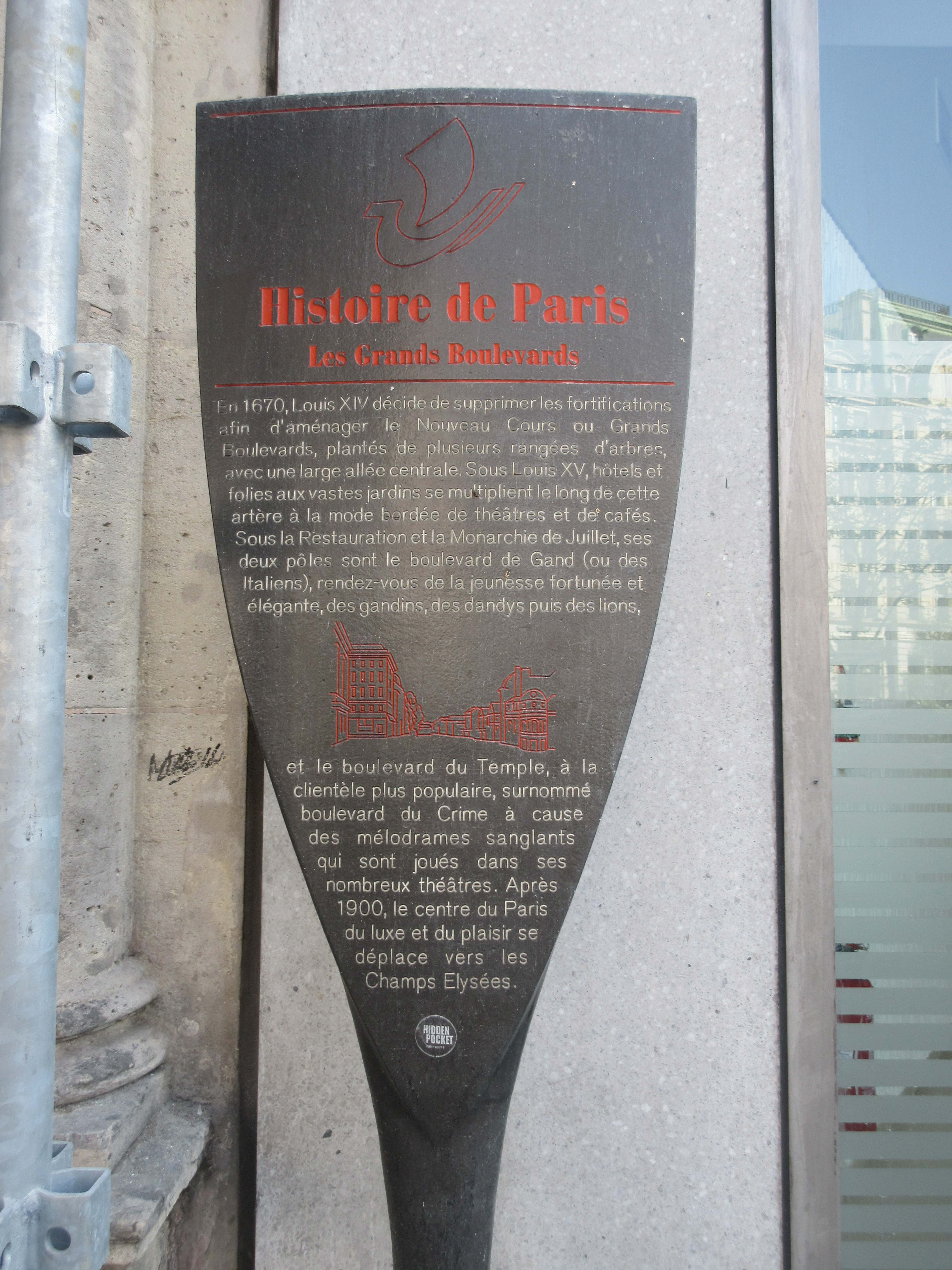
Panneau Histoire de Paris Les Grands-Boulevards.

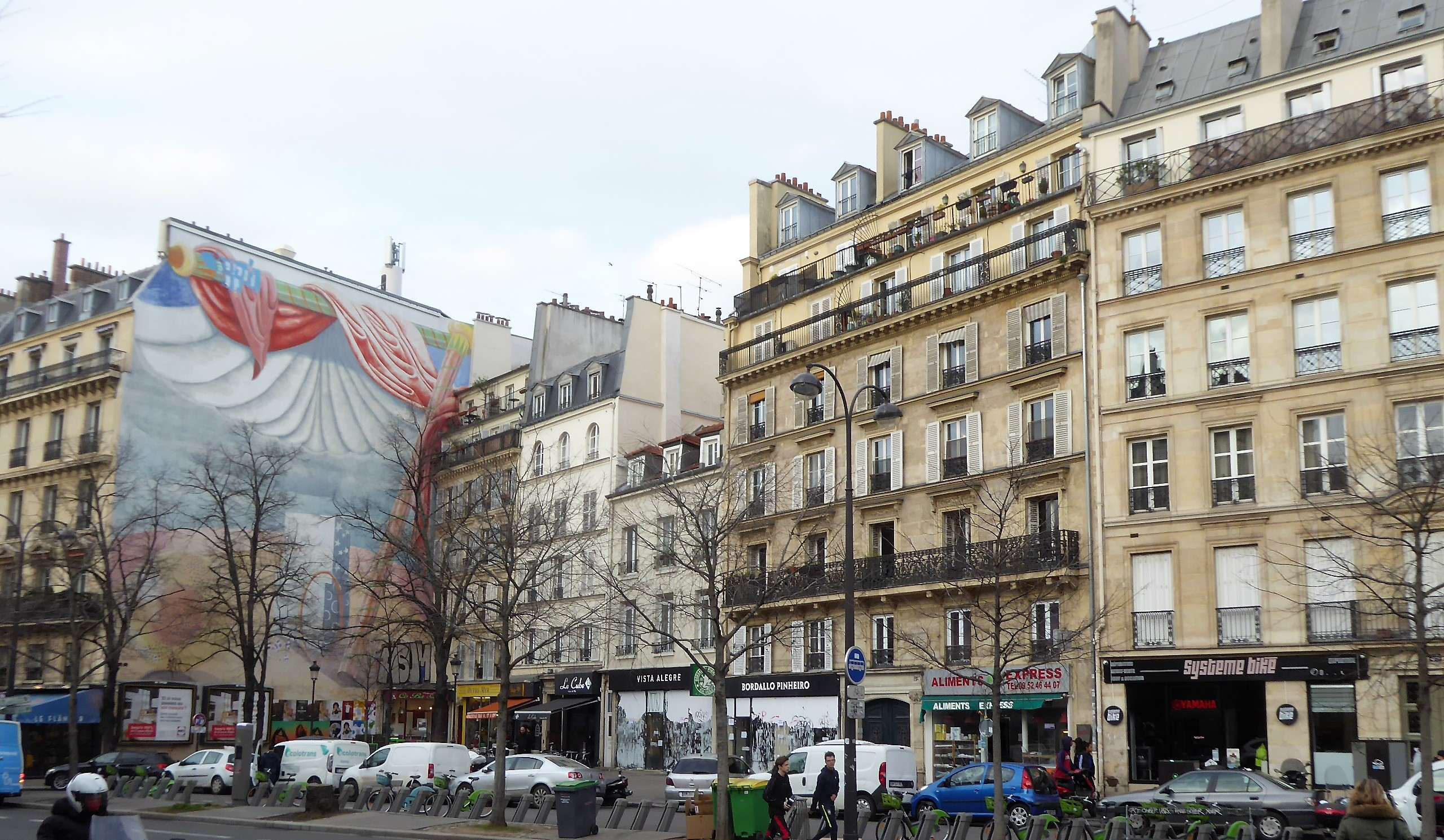
Orientation suivant le contour de l'ancien bastion du Temple des numéros 42 à 48.

Le boulevard du Temple a été ouvert entre 1656 et 1705 à travers le bastion du Temple de l'enceinte de Charles V, détruite sous Louis XIV. Ses numéros impairs épousaient la forme arrondie du contour extérieur de cet ancien bastion. Les numéros 42 à 48 ont conservé cette orientation, les immeubles suivants vers la place de la République ayant été reconstruits en alignement lors de l'aménagement de cette place ce qui explique le décrochement entre les numéros 48 et 50.
De Louis XVI à la monarchie de Juillet, le boulevard du Temple connaît une grande vogue populaire : baptisé alors « boulevard du Crime », c'est un lieu de promenade et de divertissements, concentrant de nombreux cafés et théâtres situés précédemment aux foires Saint-Laurent et Saint-Germain.
C'est sur ce boulevard que, le 28 juillet 1835, Giuseppe Fieschi perpètre un attentat contre le roi Louis-Philippe, qui échoue mais fait 18 morts et 23 blessés.
Il y trouvait, dans la première moitié du XIXe siècle, un grand nombre de théâtres particulièrement côté des numéros pairs : le Café des Mousquetaires, le Théâtre-Historique devenu le Théâtre-Lyrique, les Folies-Dramatiques, le Cirque-Olympique qui s'appela également le Théâtre-Impérial, théâtre de la Gaîté, théâtre des Funambules, théâtre des Délassements-Comiques et théâtre Lazari,. Entre chaque théâtre, il y avait un café dont trois sont devenus célèbres : 
- le Café des Mousquetaires, principalement fréquenté par « le populo, les artistes qui venaient après le théâtre y souper à bon marché, d'ouvriers, d'étudiants et de provinciaux »
- le Café de l'Épi-Scié, qui avait été construit sur l'emplacement ou s'illustrèrent Bobèche et Galimafré. Situé dans un sous-sol, la police y faisait régulièrement des rafles. « C'était le rendez-vous de la lie du boulevard, le rendez-vous des « chevaliers du surin »[5] des caroubleurs, des marchands de contre-marques, des lutteurs de foire. Là se combinaient les vols et les assassinats ».
- le Café d'Achille, surnommé Café de la Basse-Grèce où Café de l'Allumage, était fréquenté par les « grecs » qui opéraient dans des tripots tenus par des marchands de vins où des cafés borgnes pour se vendre où acheter des dupes; Lorsqu'un provincial flânait devant les théâtres, il était abordé par un « dénicheur ». Ce dernier mettait le « pigeon » aux enchères aux « grecs ». Le prix payé, le « grec » donnait rendez-vous au « pigeon » pour le soir afin de le présenter dans le monde. Là il se faisait plumer, par les « canards » et les « poules ». Charles Virmaître indique que plusieurs assassins furent arrêtés dans ce café[3].

Des établissements de loisirs étaient également implantés du côté des numéros impairs
- le Café Turc, rendez-vous des élégants et des élégantes à l'emplacement de l'actuel numéro 31 à l'angle de la rue Charlot [6]
- Le cadran bleu en face de l'autre côté de la rue Charlot.
- La rotonde de Paphos à l'angle de la rue du Temple, salles de danse, lieu de plaisirs et de jeux ouvert en 1797 à l'emplacement de l'hôtel de Vendôme vendu comme bien national. Cet hôtel particulier édifié au début du XVIIIe siècle pour le grand prieur de la maison du Temple Philippe de Vendôme, également nommé « hôtel de l'hôpital » en référence avec l'ordre des hospitaliers du Temple avait été vendu comme bien national. Les jardins annexes de la ronde, les jardins des princes s'étendaient le long du boulevard. La rotonde ferme sous la Restauration remplacée par des boutiques puis par le passage de Vendôme. Son site a disparu lors de la création de la place de la République[7].
- Le jeu de paume du  Comte d'Artois construit en 1780 par l'architecte François-Joseph Bélanger remplacé en 1852 par le théâtre « Les Folies bergères », actuel Théâtre Déjazet[8].

Les transformations haussmanniennes ont radicalement modifié cette partie du Marais et il ne reste aujourd'hui des théâtres de jadis que le théâtre Déjazet, ceux situés sur les numéros impairs ayant été rasés lors de  la création de l'actuelle place de la République, agrandissement de l'ancienne place du Château d'eau.

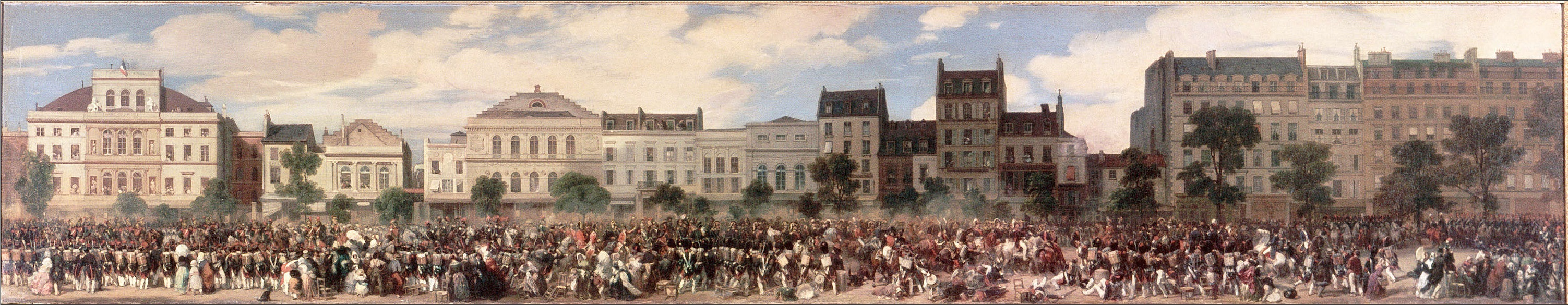
Eugène Lami, Attentat de Fieschi, le 28 juillet 1835 (1845), château de Versailles.
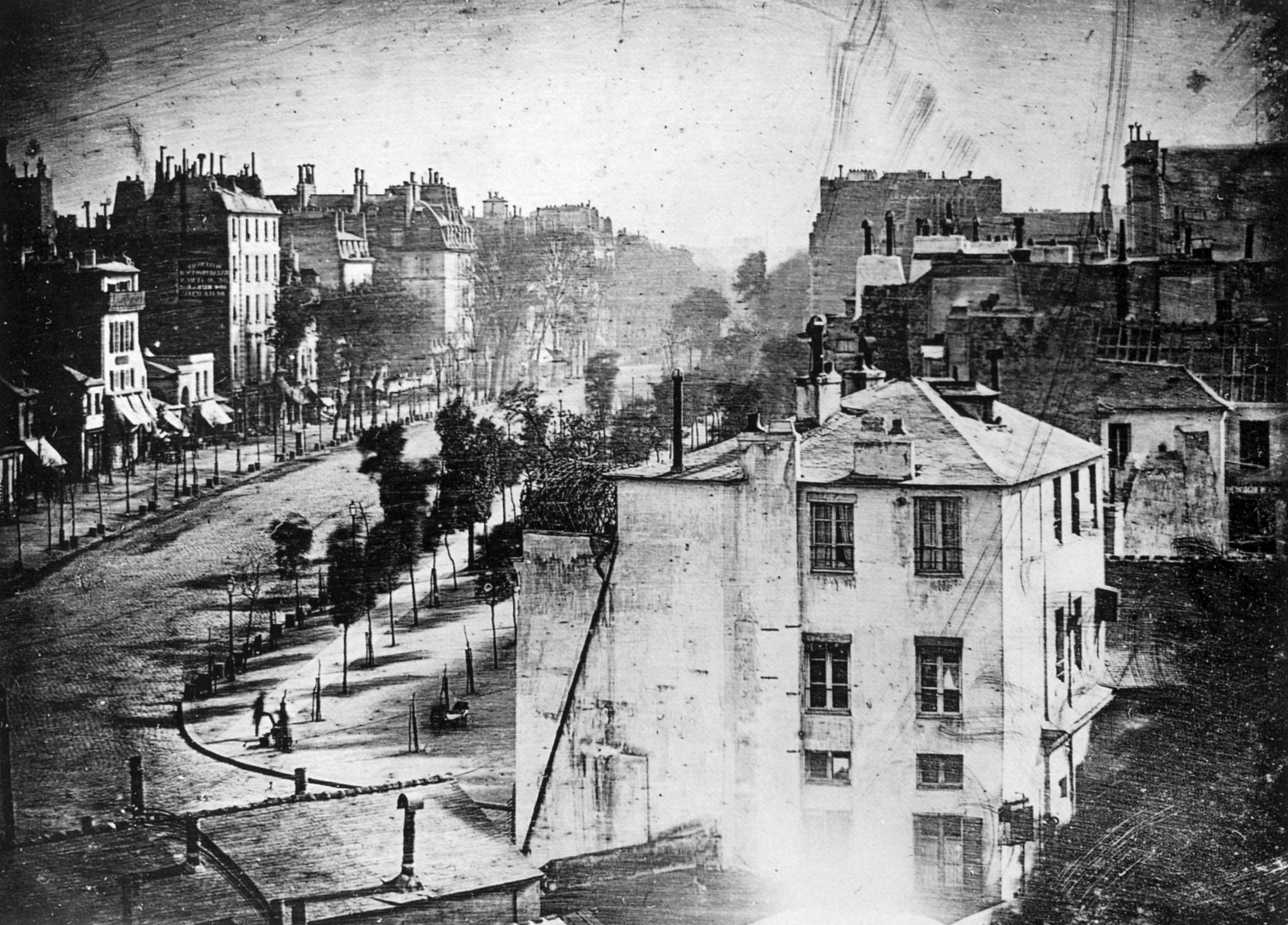
Le boulevard du Temple, Paris (1838), l'un des tout  premiers daguerréotypes. Le cliché semble avoir été pris depuis l'actuelle caserne Vérines, située place de la République[9].
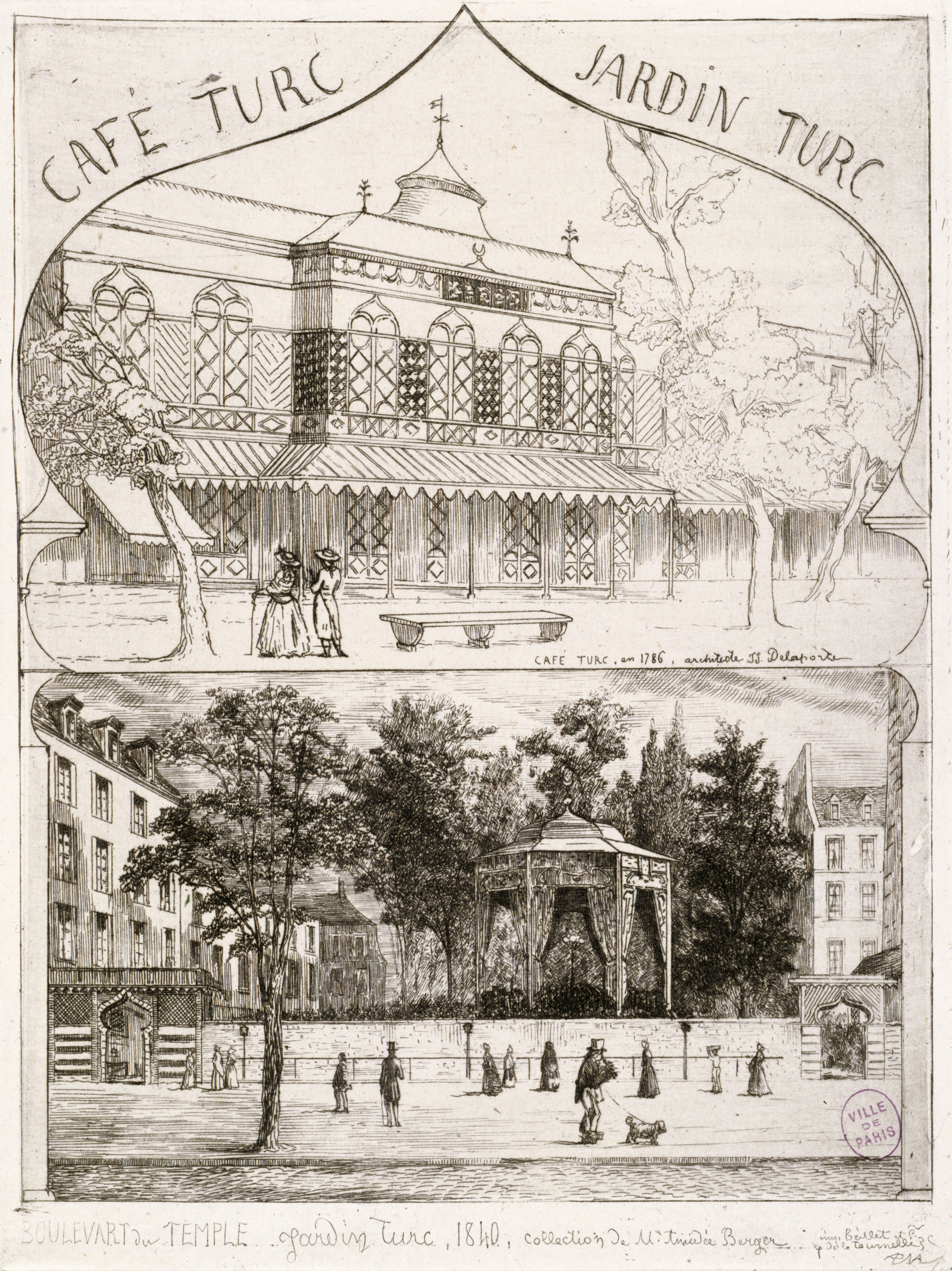
le Café et le Jardin Turc, boulevard du Temple, 1840
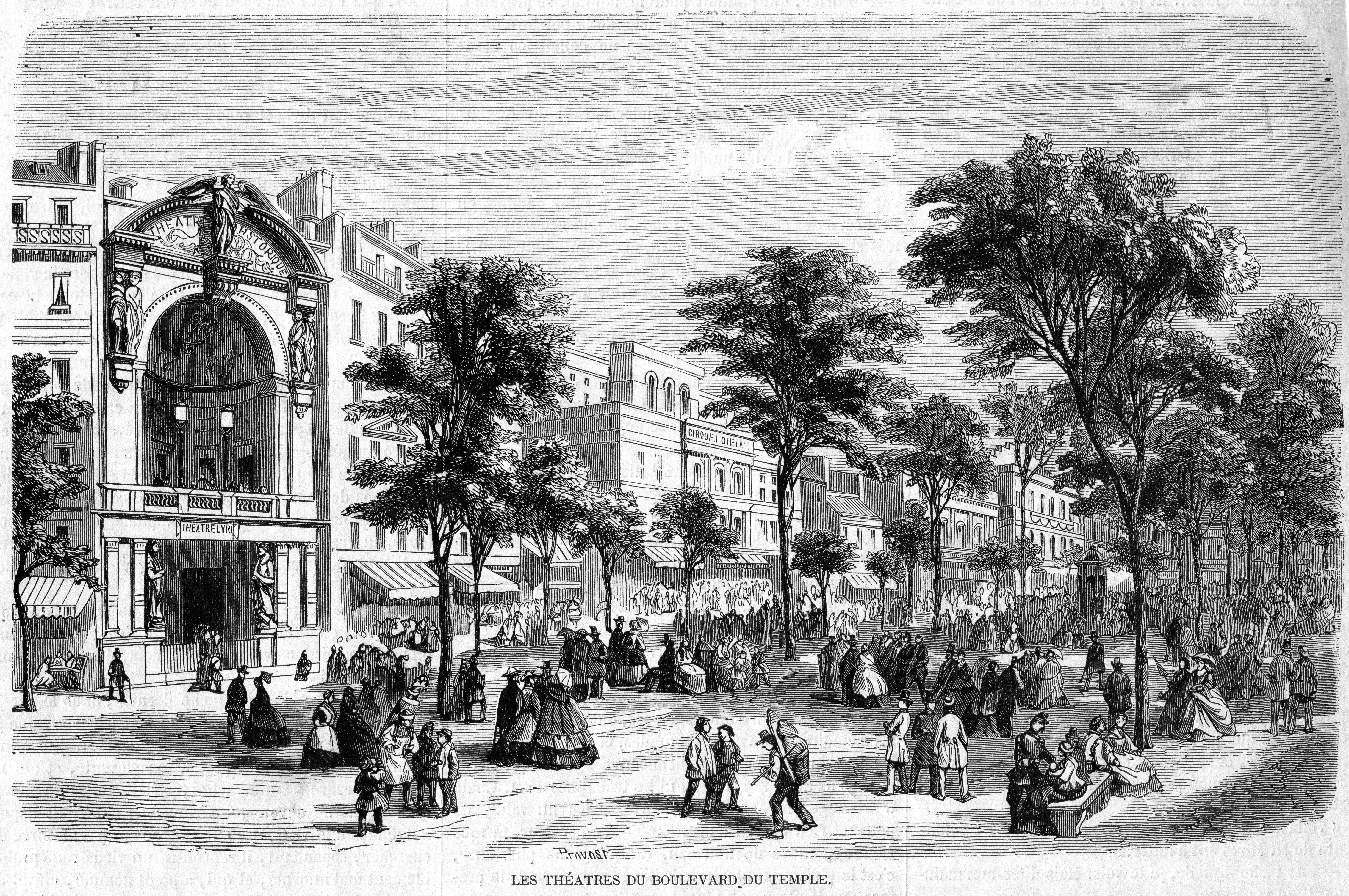
Les théâtres du boulevard du Temple en 1862 avant destruction ; à gauche : théâtre Historique/théâtre Lyrique (L'Illustration, 1862).
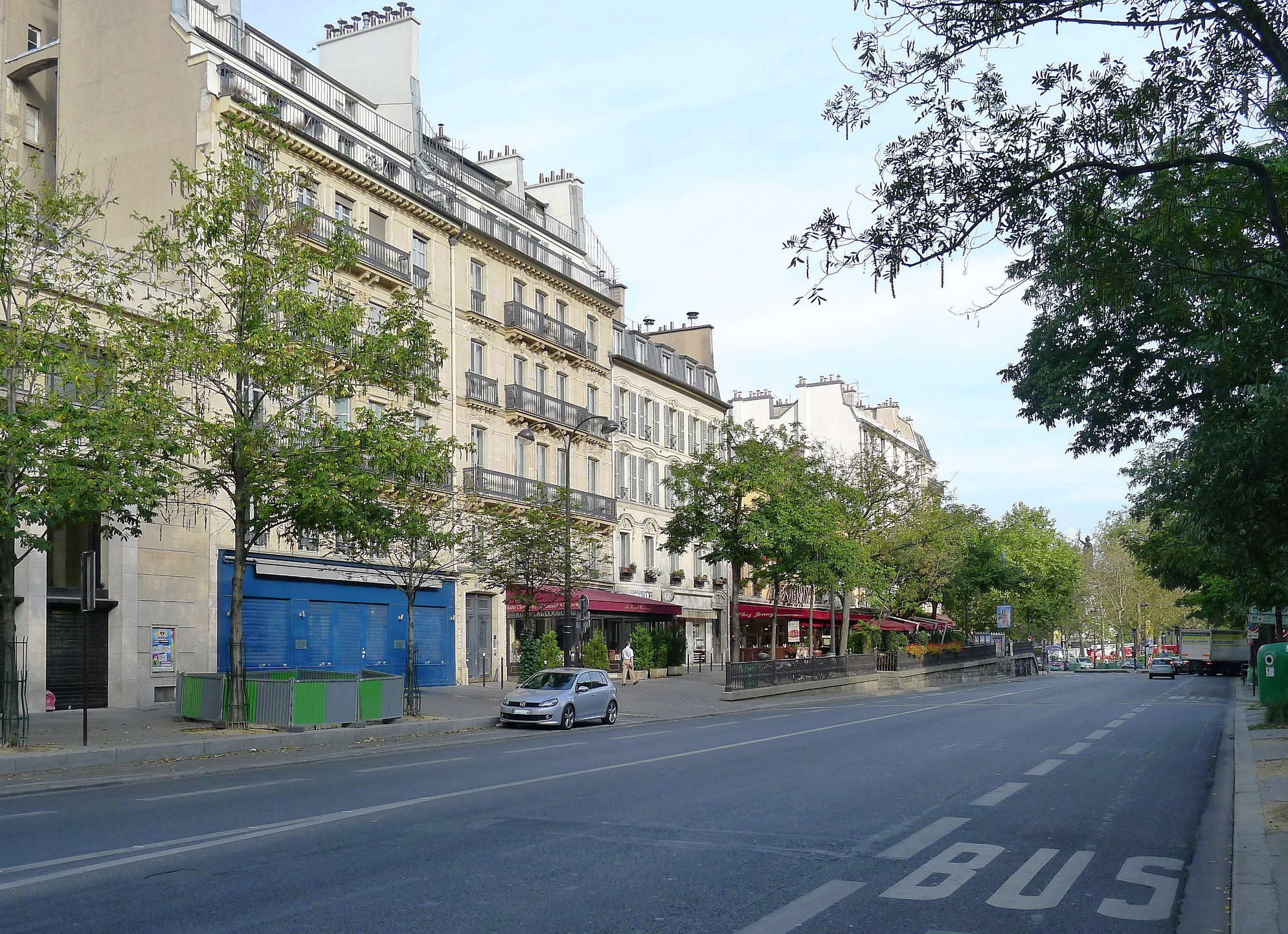
Le boulevard du Temple à son débouché sur la place de la République (2011).

## Bâtiments remarquables et lieux de mémoire
- Le sculpteur Jules Salmson (1823-1902) a demeuré dans ce boulevard en 1859.
- No 10 : immeuble de style Louis-Philippe dans lequel étaient les bureaux des frères Lazare[10].
- No 23 : lieu de naissance de Georges Delaselle (1861-1944).
- No 29 : emplacement du Jardin Turc et du restaurant Bonvalet.
- No 41 : théâtre Déjazet. L’immeuble est construit par l’architecte François-Joseph Bélanger pour le comte d’Artois. Celui-ci y fait aménager des petits appartements et des salons de jeux. À l’arrière du bâtiment, se tenait un jeu de paume. Les portes cochères étant interdites sur le boulevard, Bélanger fit ouvrir deux portes de part et d’autre de l’immeuble. La porte cochère est percée à l’autre extrémité de la parcelle, au no 14 rue Béranger[11].
- No 42 ancien immeuble (démoli) : Giuseppe Fieschi y avait loué une chambre pour construire sa machine infernale composée de vingt-cinq canons de fusils. Après l'attentat la maison fut démolie.
- No 42 immeuble actuel :  Gustave Flaubert a habité à cette adresse, au 3e étage, de 1856 à 1869. Emmanuel Frémiet y avait un magasin de 1855 à 1872.

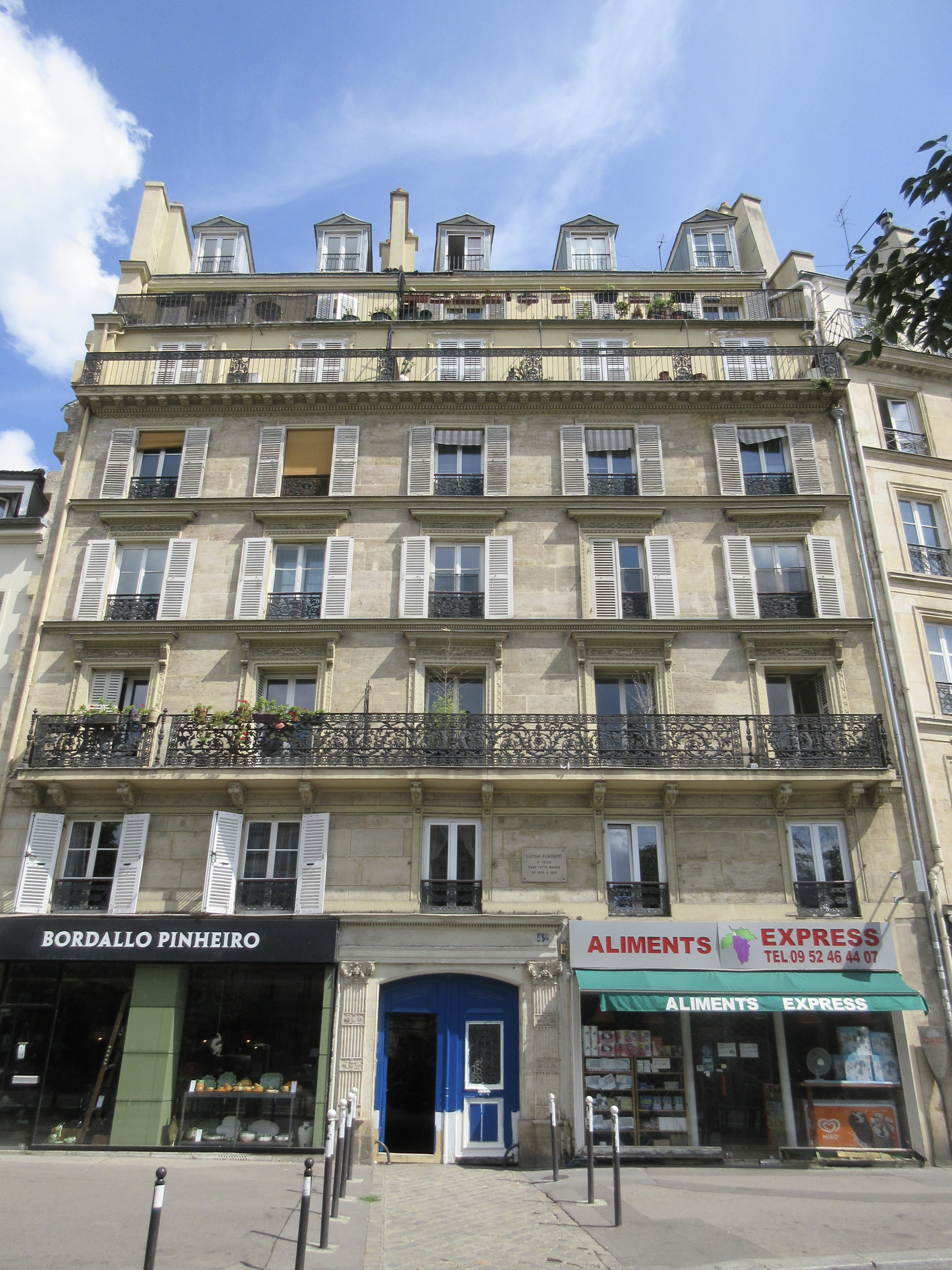
Le 42 boulevard du Temple.
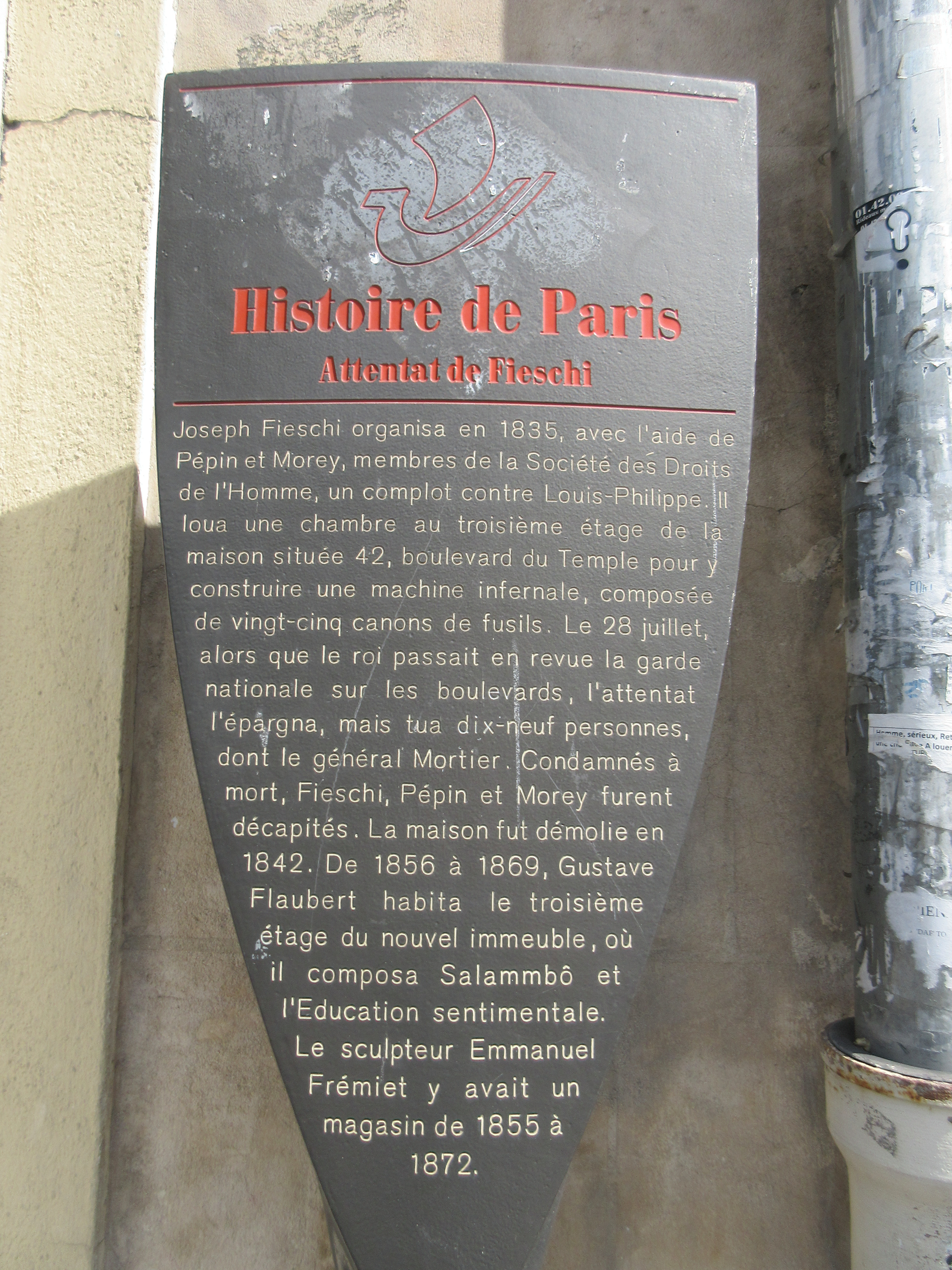
Panneau Histoire de Paris « Attentat de Fieschi ».

### Quelques anciens théâtres du boulevard du Temple
- 1759 : le Théâtre des Grands-Danseurs du Roi de Jean-Baptiste Nicolet, devenu Théâtre de la Gaîté en 1792 ; démoli en 1862.
- 1769 : le Théâtre de l'Ambigu-Comique de Nicolas-Médard Audinot, devenu les Folies-Dramatiques en 1832 ; démoli en 1862.
- 1774 : le Théâtre des Associés.
- 1779 : le Théâtre des Variétés-Amusantes de Lécluse ; démoli.
- 1785 : le Théâtre des Délassements-Comiques de Plancher-Valcour ; démoli en 1862.
- 1787 : le Cabinet des figures de cire ; disparu en 1847.
- 1816 : le Théâtre des Funambules au no 54 ; démoli en 1862.
- 20 février 1847 : le Théâtre-Historique, qui devient le Théâtre-Lyrique après sa faillite le 20 décembre 1850 ; démoli en 1862.

### Hôtel de Chabannes
Cet hôtel particulier (1758-1760, détruit), a été mis en chantier en août 1758, construit pour Jacques Chabannes, conseiller à la seconde chambre des requêtes du Parlement de Paris. La façade de l'hôtel faisait face au boulevard du Temple. Selon Dezallier d'Argenville, ce fut la première construction parisienne de Pierre-Louis Moreau-Desproux.
Véritable manifeste du style « à la grecque », et l'un des premiers édifices néoclassiques, au moment même où Chevotet construisait, à l'autre extrémité du boulevard, le pavillon de Hanovre, ultime témoignage du style rocaille. Sous la corniche, l'architecte avait remplacé les denticules par des frettes et, entre les étages, il avait développé une frise de grecques, comme le firent au même moment Trouard dans sa maison du faubourg Poissonnière et Chalgrin dans son projet pour le prix de Rome. L'abbé Laugier critiqua ces innovations en 1765 dans ses Observations sur l'architecture :

« L'architecte qui a donné les plans de la maison de M. de Chavanes, au coin de la porte du Temple, a montré au public qu'on peut dans un petit espace exécuter les choses en grand. Si au lieu de pilastres il avait mis des colonnes. Si le denticule de la corniche n'était pas à bâtons rompus ; si le même ornement n'était pas répété sur la plinthe qui répare les étages ; si cette plinthe était supprimée ; si les bandeaux des fenêtres d'en-haut étaient raccordés avec ceux des fenêtres d'en-bas, ce morceau serait cité comme un modèle. Tel qu'il est il prouve le mérite de son auteur, et annonce de sa part un génie fait pour aller au grand. »